# Blød akantus
Blød Akantus (Acanthus mollis) er en løvfældende staude med en kraftig bladroset og en opret blomsterstængel. Planten minder meget om en tidsel med de store, tandet-tornede blade. 
Oversiden er mørkegrøn og blank, mens undersiden er håret og grå. Blomstringen sker i juli og august. Blomsterne findes på et aks op ad et højt skud. De sidder parvis modsat og hvert par drejer 90° i forhold til naboerne oven- og nedenunder. De enkelte blomster er blegt blå eller svagt rosa. Frugterne er runde, blanke kapsler med mange frø, som modner i varme somre og spirer villigt på de rette voksesteder.
Rodnettet består af dybtgående, tykke pælerødder med talrige siderødder. Fra roden og fra afskårne rodstykker kan der dannes talrige nye planter.
Højde x bredde og årlig tilvækst: 0,6 x 0,6 m (60 x 60 cm/år). Blomsterstanden kan dog blive op til 1 meter høj. Disse mål kan fx bruges til beregning af planteafstande, når arten anvendes som kulturplante.

## Hjemsted
Planten er udbredt på både nord- og sydsiden af Middelhavet, men ikke i den østlige ende. Den findes bl.a. i den maltesiske maki, hvor den vokser på tør, kalkrig jord sammen med bl.a. Alexanderpersille, Vedbend, Elmebladet Brombær, Italiensk Arum, Johannesbrød, Jordbærtræ, Kermes-Eg, Krap, Myrte, Oliven, Pistacie, Sarsaparil, Sevenbom, Terpentinbusk, Træ-Lyng og Ægte Laurbær.

## Kulturhistorie
Akanthusbladene har dannet forbillede for de plantemønstre, som findes på søjlehoveder fra hellenistisk og romersk tid (se kapitæl).
| Portal | Portal:Botanik |